# Тържище
Тържището е вид пазар в България за търговия на едро.
Законът за стоковите борси и тържищата (чл. 3, ал. 1) определя, че „Стоковото тържище е място за търговия на едро с налични храни и цветя.“ Може да се създават специализирани отдели за търговия на едро с други стоки при спазване на изискванията за тях.
По-нататък Законът регламентира условията и реда за работа на стоковите тържища, както и за тяхната предварителна регистрация (в регистър за стоковите тържища) в Държавната комисия по стоковите борси и тържищата към Министерския съвет. Тържището се подготвя за работа и функционира чрез т.нар. организатор (търговско дружество или едноличен търговец). Организаторът, съгласно чл. 52 от Закона, обявява правилника за организацията, дейността и охраната, отговаря за правилното функциониране на тържището, за спазване на законовите изисквания (включително за представяне на документи за произход и за съответствие с изискванията за безопасност на търгуваните стоки), но не отговаря за сделки между търговците.
Първото тържище, регистрирано в страната, е „Слатина Булгарплод“ ЕАД в София, район „Слатина“. То е наследник на поделението в столицата на бившето ДСО „Булгарплод“. В кратко представяне е характеризирано като „национално тържище за зеленчуци и плодове, търговия на едро с пресни и преработени плодове и зеленчуци, всички видове основни хранителни стоки“. До декември 2007 г. собственик е Столичната община, която го приватизира и собственик на 100 % от акциите става Консорциум „Слатина-Булгарплод“ ООД.
Друг пример от столицата е „Тържище София“ АД в София, район „Искър“, започнало като пазар на производители с място за търговия на едро (1996).